# Freddy Schauwecker

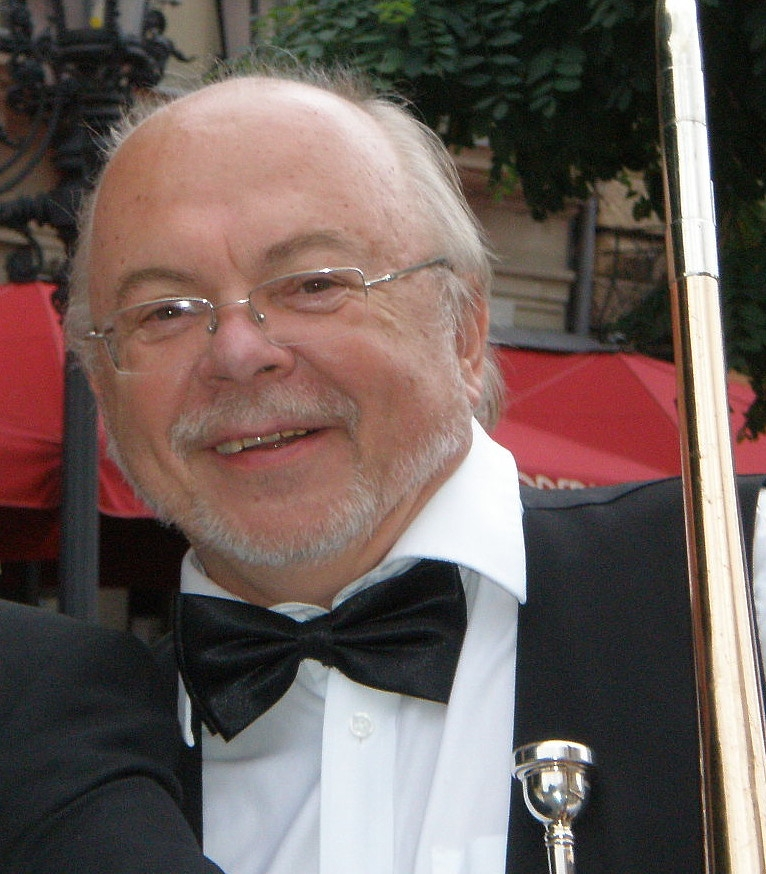
Freddy Schauwecker in 2009

Freddy Schauwecker (1943) is een Duitse jazzmuzikant (trombonist, bandleider), marketingman en auteur.

## Levensloop
Schauwecker komt uit een muzikale familie, en op jonge leeftijd was hij al enthousiast over de New Orleans Jazz. Eind jaren vijftig leerde hij jazztrombone spelen. Zijn voorbeelden waren Kid Ory en Chris Barber. Na het verlaten van school voltooide hij een opleiding bij een reclamebureau. Na zijn militaire dienst werkte hij in Düsseldorf voor een groot Engels farmaceutisch bedrijf als reclamemanager, daarna als marketingmanager bij een wereldwijd Amerikaans bedrijf voor de procestechniek op het gebied communicatie.
Sinds 1962 is hij actief als amateur-muzikant; in het begin speelde hij vaak met Udo Lindenberg, die ook korte tijd bij hem op kamers woonde. In 1968 richtte hij zijn The Jolly Jazz Orchestra op, dat nog steeds bestaat en aan dixieland en swing is gewijd. Met deze band trad Schauwecker in 1993 ook op in New Orleans. Verdere optredens volgden onder andere op de Azoren, de Canarische Eilanden en in China. Op de eerste single die in 1975 werd uitgebracht, volgden dertien albums en dvd's, van onder meer optredens op de Azoren, de Canarische eilanden en in China.
Schauwecker sprak met diverse muzikanten en getuigen van de traditionele jazz en bundelde deze ervaringen samen met verzamelde informatie in zijn jazzboek So war's wirklich (2013).